# میلنت

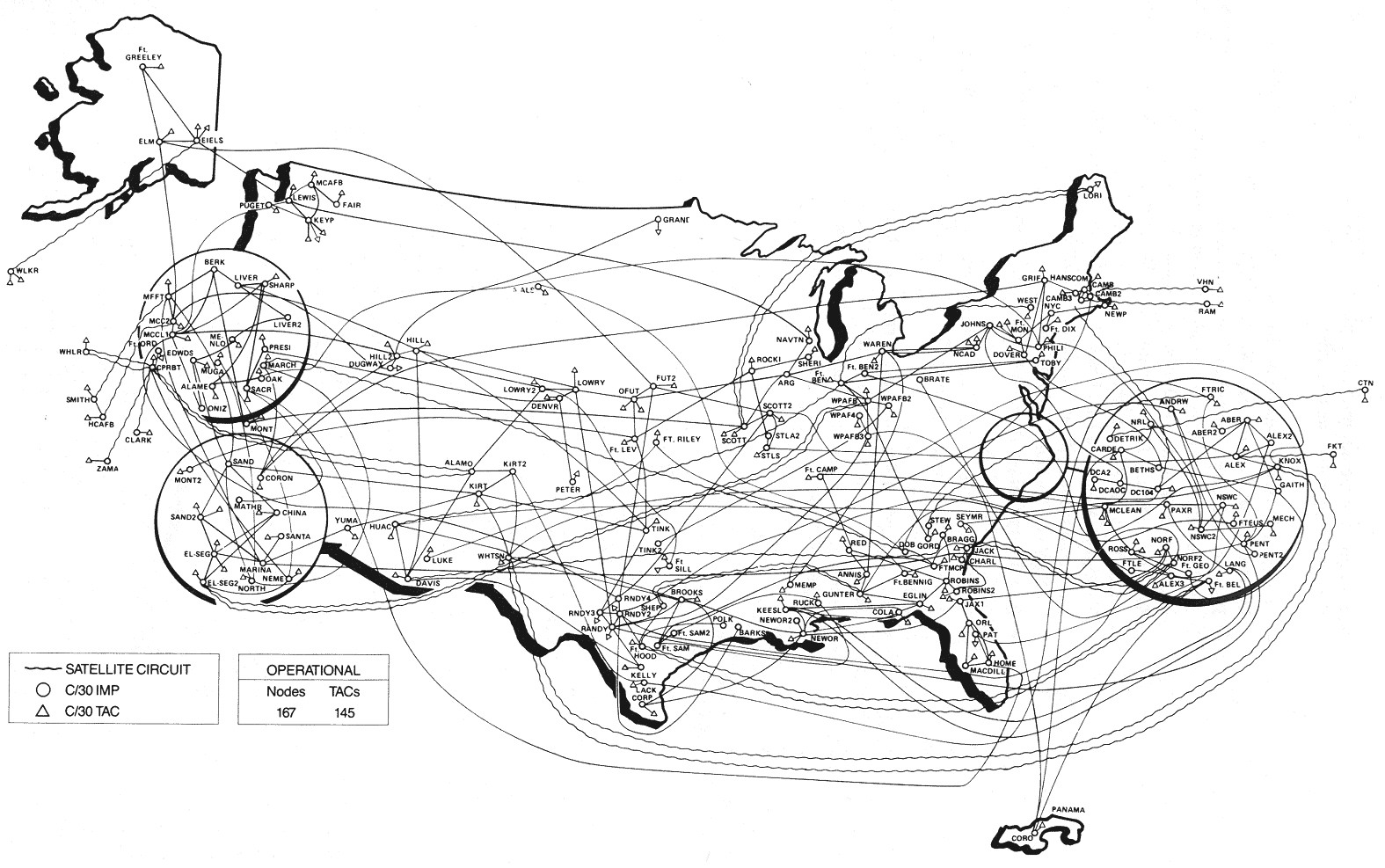
گستره استفاده از میلنت در ایالات متحده آمریکا در سال ۱۹۸۹ (میلادی)

میلنِت (به انگلیسی: MILNET) نام بخشی از شبکه شبکه‌های آرپانت بود که برای مبادله اطلاعات طبقه‌بندی‌نشده وزارت دفاع ایالات متحده آمریکا استفاده می‌شد.
میلنت MILNET یک تکواژ چندوجهی پدید آمده از Military و Network است.
از سال ۱۹۸۳ (میلادی) میلنت به صورت فیزیکی از آرپانت جدا شد. آرپانت برای خدمات‌رسانی به جامعه پژوهشگران دانشگاهی، به کار خود ادامه داد اما به دلایل امنیتی، ارتباط مستقیم بین شبکه‌ها قطع شد. دروازه‌هایی، ارتباط ایمیلی بین دو شبکه را برقرار می‌کردند. شرکت بی‌بی‌ان تکنالوجیز هر دو شبکه میلنت و آرپانت را ساخته و مدیریت می‌کرد. هر دوی این شبکه‌ها از فناوری مشابهی استفاده می‌کردند.
در طول دهه ۱۹۸۰ (میلادی) میلنت به عنوان بخشی از شبکه داده‌های دفاعی گسترش یافت. شبکه داده‌های دفاعی گروهی از شبکه‌های نظامی در سراسر جهان بود که در سطوح امنیتی متفاوتی اجرا می‌شدند. در دهه ۱۹۹۰ (میلادی) میلنت، جای خود را به نیپرنت داد.